# Teatro de Brasil
El teatro en Brasil tiene sus orígenes remotos en las prácticas evangelización de los jesuitas en el siglo XVI, pero solo alcanzó su pleno desarrollo en los siglos XIX y XX.

## Orígenes
El teatro en tierras brasileñas nació a mediados del siglo XVI como instrumento de catequesis para los jesuitas que venían de Coimbra como misioneros e indios. Era un teatro, por lo tanto, con una función religiosa y objetivos claros: evangelizar a los indios y apaciguar los conflictos existentes entre ellos y los colonos portugueses y españoles.
El primer grupo de jesuitas que desembarcó en la bahía de Todos los Santos, en 1549, estaba integrado por cuatro religiosos del séquito de Tomé de Sousa, entre ellos el padre Manuel da Nóbrega. El segundo grupo de misioneros llegó a la entonces Provincia de Brasil el 13 de julio de 1553, como parte del séquito de Duarte da Costa. En el grupo de los cuatro monjes estaba el joven José de Anchieta (1534-1597), en ese entonces de diecinueve años.
La población estimada en 57.000 habitantes estaba compuesta por colonos, muchos de ellos delincuentes, y en su mayoría indígenas nómadas. Los jesuitas mantuvieron a los indígenas en pequeñas aldeas, aislados de dos peligros: el desgobierno y la esclavitud impuestos por el hombre blanco explotador, y la consiguiente vuelta al paganismo.
La tradición teatral jesuita encontró terreno fértil en el gusto de los indios por la danza y el canto, y los religiosos comenzaron a utilizar los hábitos y costumbres de los habitantes de la selva (máscaras, arte plumario, instrumentos musicales primitivos) para sus montajes con fines catequísticos.
Temáticamente, estas producciones fusionaron la realidad local (tanto indígena como colona) con narrativas hagiográficas. Como todo tipo de dominación cultural prescinde del conocimiento de la cultura de los dominados, el Padre Anchieta siguió el precepto de la Compañía de Jesús que determinaba a los jesuitas a aprender la lengua donde mantuvieran misiones. Así, se le encomendó la tarea de organizar una gramática de la lengua tupí, lo que hizo con éxito.

### Dramaturgia de la catequesis

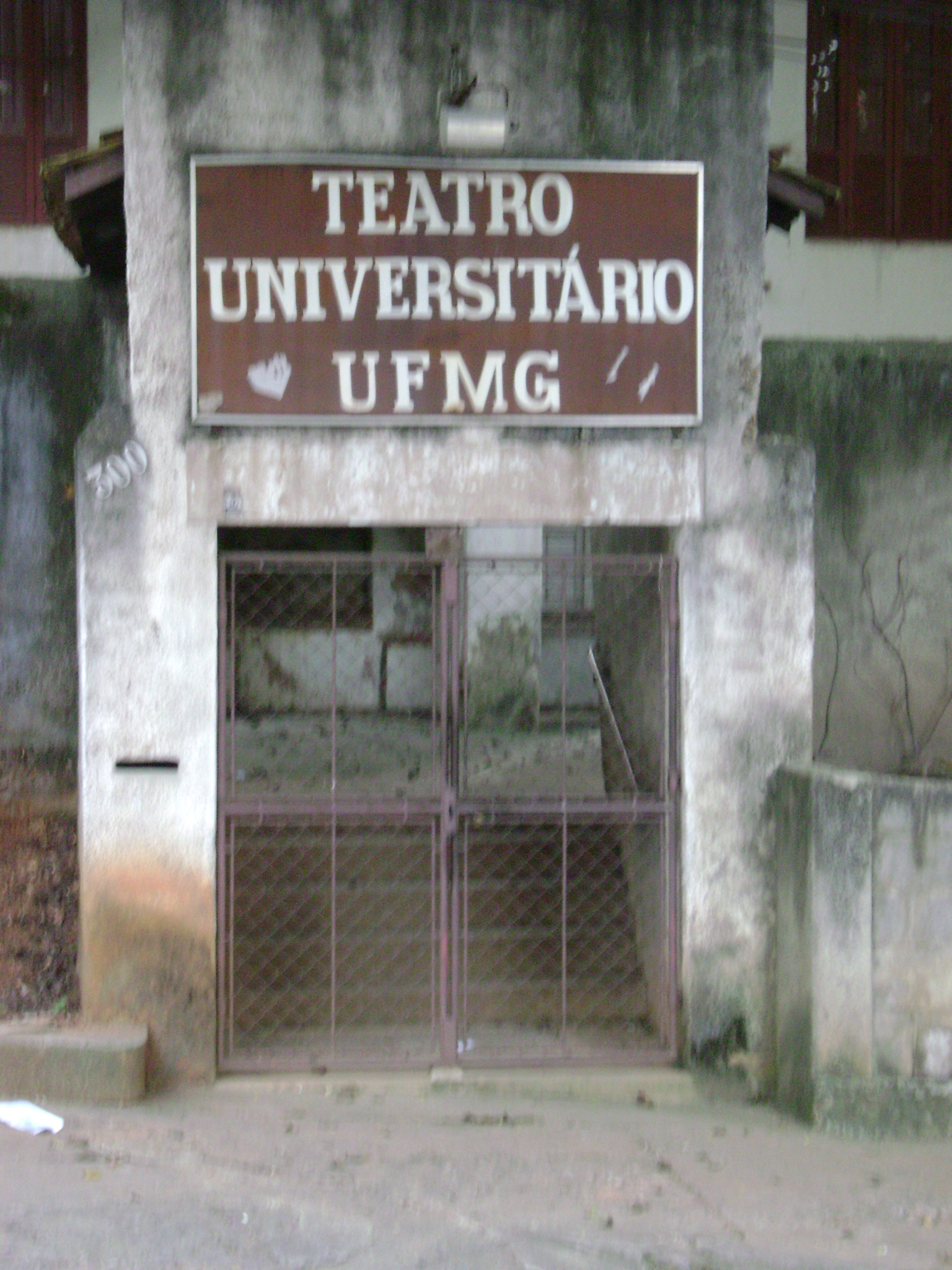
Entrada al teatro universitario de la UFMG en Belo Horizonte.

Se tienen noticias de 25 obras teatrales, todas de tradición medieval con fuerte influencia del teatro de Gil Vicente en su forma y contenido, producidas en los últimos 50 años del siglo XVI. El género predominante es auto y algunos de ellos no tienen autoría comprobada; muchas otras, como se sabe, se atribuyen al padre Anchieta (contando a veces con la colaboración del padre Manuel da Nóbrega). Solo se conoce el título de algunas de estas obras, son:
- 1557 Diálogo, Conversão do Gentio - Padre Manuel da Nóbrega;
- 1564 Auto de Santiago - representado en Santiago da Bahia;
- 1567-70 Auto da Pregação Universal - Padre José de Anchieta - representado en São Vicente y São Paulo de Piratininga;
- 1573 Diálogo - representado en Pernambuco y Bahía;
- 1574 Diálogo - representado en Bahía;
- 1574 Écloga Pastoral - representada en Pernambuco (Recife);
- 1575 História do Rico Avarento e Lázaro Pobre - representado en Olinda, sacerdote;
- 1576 Écloga Pastoral - representada en Pernambuco;
- 1578 Tragicomédia - representada en Bahía;
- 1578 Auto do Crisma - padre José de Anchieta - representado en Río de Janeiro;
- 1583 Auto de São Sebastião - representado en Río de Janeiro ;
- 1583 Auto Pastoril - representada en Espírito Santo ;
- 1583 Auto das Onze Mil Virgens - representada en Bahía;
- 1584 Diálogo Ave Maria - representada en Espírito Santo;
- 1584 Diálogo Pastoral - representada en Espírito Santo;
- 1584 Auto de São Sebastião - representada en Río de Janeiro;
- 1584 Auto de Santa Úrsula - Padre José de Anchieta - representado en Río de Janeiro;
- 1584 Diálogo - representado en Pernambuco;
- 1584 Na festa do Natal - padre José de Anchieta;
- 1586 Auto da Vila da Vitória ou de São Maurício - padre José de Anchieta - representado en Vitória (ES);
- 1586 Na Festa de São Lourenço ou Auto de São Lourenço - padre José de Anchieta;
- 1587 Recebimento que Fizeram os Índios de Guaraparim - padre José de Anchieta - representados en Guarapari (ES);
- 1589 Assuerus - representado en Bahía;
- 1596 Espectáculos - representada en Pernambuco;
- 1598 Na visitação de Santa Isabel - padre José de Anchieta.

Los espectáculos tenían como elenco a indios catequizados y se presentaban, la mayoría de las veces, al aire libre, algunos con la selva como telón de fondo; en otros, al estilo del teatro medieval, en los atrios de pequeñas iglesias.
De todos, el mayor espectáculo fue el "Auto das Onze Mil Virgens", en mayo de 1583, en honor de los padres Cardim y Gouveia y que contó con la participación de todo el pueblo de Bahía. Esta obra, que era una tragicomedia inspirada en la vida de santa Úrsula y la leyenda de las once mil vírgenes, se representó cinco veces entre 1582 y 1605.
El investigador Mario Cacciaglia, en su "Pequena História do Teatro no Brasil" hace una rica descripción de lo que habría sido la primera representación (1583), que califica de espectacular, así: "...después de la misa, acompañados de un coro de indios, con flautas y, desde la capilla de la Catedral, con órganos y clavecines, se inició una procesión de estudiantes, precedidos por los regidores y los sobrinos o nietos del gobernador; los estudiantes portaban tres cabezas de vírgenes cubiertas por un palio. y tiraba sobre ruedas una espléndida nave en la que las vírgenes mártires (estudiantes disfrazadas) eran llevadas en triunfo, mientras la nave misma era disparada desde el arcabuz, De vez en cuando, durante el viaje, personajes alegóricos hablaban desde las ventanas, en espléndidos costumbres: la ciudad, el propio colegio y algunos ángeles. Por la noche se celebraba en la nave el martirio de las vírgenes, con el aparato escénico de una nube descendiendo del cielo y llegando los ángeles para enterrar a los mártires". Nos llegan otras narraciones, algunas de embarcaciones, salvas de arcabuces, aullidos y gritos de indios, flautas y percusiones; todos ellos asistidos por los colonos, los indios y, por supuesto, por las autoridades locales, todos ellos emocionados hasta las lágrimas ante los dramas representados a veces en los atrios de las iglesias, a veces en los anfiteatros instalados alrededor de los templos. 